# Bunker (Bergbau)
Als Bunker bezeichnet man im Bergbau Grubenräume oder betriebliche Einrichtungen, in denen Schüttgüter wie Rohkohle, Roherz oder Berge zwischengelagert (gebunkert) werden, bis sie zur Weiterverarbeitung über Tage oder in die ausgebeuteten Lagerstättenteile zurück verbracht werden.

## Grundlagen
Bei der untertägigen Förderung mittels Förderbändern wirken sich Störungen nachteilig auf den Förderfluss aus. Diese Störungen sind oftmals so gravierend, dass der komplette Abbau zeitweise zum Erliegen kommt. Um einen guten Förderfluss zu erreichen, ist es deshalb unerlässlich, Puffermöglichkeiten in Form von Bunkern in die Förderung einzubauen. Auch zum Ausgleich von Fördermengenschwankungen werden Bunker eingesetzt. Werden Bunker vom gesamten Fördergutstrom der vorgeschalteten Fördermittel durchströmt, werden sie als Hauptschlussbunker bezeichnet. Es gibt auch Bunker, die zum Einsatz kommen, wenn die Förderkapazität der nachgeschalteten Fördermittel nicht ausreicht. Bei Förderspitzen der Zubringerfördermittel ist es dann für die nachgeschalteten Fördermittel nicht möglich, diese Förderspitzen zu bewältigen. Für diesen Bedarfsfall werden Nebenschlussbunker zum Bunkern der Förderspitzen eingesetzt.

## Bunkerarten
Im Bergbau werden drei Bunkerarten unterschieden, Seigerbunker, Blindschachtbunker und Schrägbunker. Das Fassungsvermögen der jeweiligen Bunker liegt bei 200 bis 1500 Kubikmetern, teilweise auch darüber. Damit es nicht zur Brückenbildung oder zu Anbackungen kommt, müssen die Austräge der Bunker entsprechend ausgebildet sein. Die Austragsschräge wird dabei so gestaltet, dass sie eine circa 15 Grad größere Neigung besitzt als der natürliche Böschungswinkel des Schüttgutes. Dies ermöglicht auch ein schnelles Abziehen des Fördergutes aus dem Bunker.
Seigerbunker sind die am weitesten verbreiteten Bunker. Es gibt Bunker mit rundem, eckigem oder elliptischem Querschnitt, meistens wird ein runder Querschnitt gewählt. Die Wandung der Seigerbunker ist in der Regel gemauert. Als Materialien werden Betonformsteine, Beton oder Ziegel verwendet. Damit die Schüttgüter nicht anbacken, wird die Wandung möglichst glatt gestaltet. Der Mindestdurchmesser dieser Bunker liegt bei zwei bis drei Metern. Große Zentralbunker sind bei Betriebsstörungen mittels Haspel befahrbar. Als Fördermittel haben sie eine Wendelrutsche, diese ist entweder als Innenwendel- oder Außenwendelrutsche ausgeführt.
Blindschachtbunker bestehen aus einem abgetrennten Teil eines Blindschachtes. Als Trennwand wird meistens eine Ziegel- oder Betonformsteinmauerung verwendet. Die Mauerung kann zur Versteifung mit Stahleinstrichen versehen werden. Bei Blindschächten, bei denen der Querschnitt nicht ausreicht, muss ein zusätzlicher Trum erstellt werden. Dies geschieht, indem eine seitliche Erweiterung erstellt wird.
Schrägbunker werden gelegentlich bei steiler Lagerung verwendet. Diese Bunker werden in der Regel im Flöz aufgefahren. Es werden aber auch Schrägbunker im festen Gestein aufgefahren. Diese Bunker sind zwar teurer als Flözbunker, sie sind aber auch haltbarer. Schrägbunker haben keine besonderen Fördermittel, sie werden meistens mit rechteckigem Querschnitt angelegt.

## Bergebunker
Wird in einem Bergwerk mit Bergeversatz gearbeitet, ist es unerlässlich, dass eine sehr leistungsfähige Zufuhr des Bergeversatzes vorhanden ist. Um dies zu gewährleisten, ist der Einsatz von Bergebunkern unerlässlich. Diese Bunker dienen zur Pufferung und zum schnellen Abzug des Versatzmaterials. Bergebunker wurden zunehmend im Ruhrbergbau eingesetzt. Bergebunker werden meistens in der Nähe der Abteilungsblindschächte gebaut. Ihr Fassungsvermögen hängt von der benötigten Menge der Versatzberge und von der Art der Bergezufuhr ab. Außerdem gibt es auch zentral erbaute Bergebunker, die den benötigten Tagesbedarf an Versatzbergen puffern. Diese Bunker haben oftmals ein Fassungsvermögen von bis zu 1500 Kubikmetern. In steiler Lagerung werden gelegentlich auch Aufhauen als Bergebunker verwendet. In manchen Bergwerken werden auch unterschiedliche Förderwagen zur Bunkerung der Versatzberge verwendet.

## Streckenbunker
Streckenbunker sind Horizontalbunker, die in Strecken eingesetzt werden. Sie werden als Nebenschlussbunker mit einem Fassungsvermögen von bis zu 250 Tonnen Rohfördergut verwendet. In der Regel sind Streckenbunker ortsveränderliche Bunker, zum Einsatz kommen hier oftmals niedriggebaute Flachsilos. Diese Bunker werden zur zentralen Baustoffversorgung der Schachtanlage verwendet. Die Beschickung und der Abzug dieser Bunker erfolgt vollautomatisch. Der Transport des Fördergutes erfolgt über hydrostatische Motoren.